# Yeşilyurt, Cizre
Yeşilyurt là một xã thuộc huyện Cizre, tỉnh Şırnak, Thổ Nhĩ Kỳ. Dân số thời điểm năm 2011 là 374 người.